# إرنست هولت
إرنست هولت (2 يوليو 1904 - 27 أغسطس 1970) (بالإنجليزية: Ernest Holt)‏ هو لاعب كريكت بريطاني (وحمل سابقاً جنسية المملكة المتحدة لبريطانيا العظمى وأيرلندا).